# Khakas
Os Khakas, ou Khakass (em Khakas: Тадарлар), ou ainda Cacas, são um povo Túrquico people, que vive na Cacássia, Rússia e fala a Língua khakas.
No século XVII, os Khakas formaram a Khakassia (ou Cacássia) no meio de terras dos Quirquizes Ienisseis, que eram então vassalos dos Mongóis. Pouco depois da saída dos quirguizes chegaram os russos, e um grande fluxo de camponeses russos ali se assentaram. Em 1820, minas de ouro começaram a se desenvolver na região em torno de Minusinsk, que se tornou um centro industrial regional.
Durante o século XIX, muitos dos Khakas foram aceitando o estilo de vida dos russos e foram convertidos em massa para a religião Ortodoxa sob ameaça de excução por tropas russas. Shamanismo com influências budistas é, porém, ainda bem comum, e muitos cristãos praticam sua religião em mistura com cultos shamânicos. Durante o período do Império Russo, os Khakas eram conhecidos por outras denominações, usadas mais em contexto histórico: Tártaros Minusinsk (em russo:  минуси́нские тата́ры), Tártaros Abakan (абака́нские тата́ры), e Turcos Ienisseis.
Durante a Revolução russa de 1905 se desenvolveu um movimento da obtenção da autonomia. Quando os soviéticos chegaram ao poder na região em 1923, o Distrito Nacional de Khakas foi estabelecido e vários grupos étnicos (Beltir, Sagai, Kachin, Koibal, Kyzyl) foram combinados artificialmente como sendo partes dos Khakas. Em 1930, o distrito Nacional foi reorganizado como o Oblast Autônoma da Kakassia (Cacássia, uma parte do Krai de Krasnoiarsk). A presente República da Cacássia foi estabelecida em  1992.

## População
Os Khakas são apenas 12% da população total da República da Cacássia (78,5 mil pelo Censo russo de 2002. Praticam o pastoreio nômade de renas , agricultura, caça, pesca.  Seu grupo Beltir também pratica algum artesanato. A criação de ovinos e bovinos é ainda comum, embora a república esteja em crescente processo de industrialização.

### Externas
- NUPI - Centre for Asian Studies profile
- The Sleeping Warrior: New Legends in the Rebirth of Khakass Shamanic Culture
- Abakan city streets views[ligação inativa]
- Beyaz Arif Akbas, "Khakassia: The Lost Land", Portland State Center for Turkish Studies, 2007.